# Qualificazioni al campionato europeo femminile di calcio 2022 - Fase a gironi, gruppo B
Il gruppo B delle qualificazioni al campionato europeo femminile di calcio 2022 è composto da sei squadre: Italia, Danimarca, Bosnia ed Erzegovina, Israele, Malta e Georgia. La composizione dei sette gruppi di qualificazione della sezione UEFA è stata sorteggiata il 21 febbraio 2019.

## Formula
Le sei squadre si affrontano in un girone all'italiana con partite di andata e ritorno, per un totale di 10 partite. La squadra prima classificata si qualifica direttamente alla fase finale del torneo, mentre la seconda classificata si qualifica direttamente alla fase finale solo se è tra le migliori tre seconde dei nove gruppi di qualificazione, altrimenti accede ai play-off qualificazione.
In caso di parità di punti tra due o più squadre di uno stesso gruppo, le posizioni in classifica verranno determinate prendendo in considerazione, nell'ordine, i seguenti criteri:
1. maggiore numero di punti negli scontri diretti tra le squadre interessate (classifica avulsa);
2. migliore differenza reti negli scontri diretti tra le squadre interessate (classifica avulsa);
3. maggiore numero di reti segnate negli scontri diretti tra le squadre interessate (classifica avulsa);
4. maggiore numero di reti segnate in trasferta negli scontri diretti tra le squadre interessate (classifica avulsa), valido solo per il turno di qualificazione a gironi;
5. se, dopo aver applicato i criteri dall'1 al 4, ci sono squadre ancora in parità di punti, i criteri dall'1 al 4 si riapplicano alle sole squadre in questione. Se continua a persistere la parità, si procede con i criteri dal 6 all'11;
6. migliore differenza reti;
7. maggiore numero di reti segnate;
8. maggiore numero di reti segnate in trasferta;
9. maggiore numero di vittorie nel girone;
10. maggiore numero di vittorie in trasferta nel girone;
11. classifica del fair play;
12. posizione nel ranking UEFA in fase di sorteggio.

## Classifica
| Pos | Squadra              | Pt | G  | V | N | P  | GF | GS | DR  |
| --- | -------------------- | -- | -- | - | - | -- | -- | -- | --- |
| 1.  | Danimarca            | 28 | 10 | 9 | 1 | 0  | 48 | 1  | +47 |
| 2.  | Italia               | 25 | 10 | 8 | 1 | 1  | 37 | 5  | +32 |
| 3.  | Bosnia ed Erzegovina | 18 | 10 | 6 | 0 | 4  | 19 | 17 | +2  |
| 4.  | Malta                | 10 | 10 | 3 | 1 | 6  | 11 | 30 | -19 |
| 5.  | Israele              | 7  | 10 | 2 | 1 | 7  | 10 | 30 | -20 |
| 6.  | Georgia              | 0  | 10 | 0 | 0 | 10 | 3  | 45 | -42 |

## Risultati
| Arbitro: | Volha Tsiareshka |

|                     |           |                                        |
| Goor 32’ Awad 90+1’ | Marcatori | 45+2’ Girelli 64’ Bartoli 71’ Giacinti |

| Arbitro: | Angelika Söder |

|                                                                                  |           |  |
| Nielsen 5’, 45+2’ Harder 19’ Sevecke 28’ Larsen 58’, 90+2’ Gejl 75’ Sørensen 86’ | Marcatori |  |

| Arbitro: | Katarzyna Lisiecka-sek |

| |           |                 |
| Spasojević 5’ Hasanbegović 10’ Nikolić 13’, 51’ (rig.) Hadžić 23’ Aleksić 43’ (rig.) Krajšumović 80’ | Marcatori | 90+1’ Cheminava |

| Arbitro: | Vivian Peeters |

|  |           |             |
|  | Marcatori | 24’ Girelli |

| Arbitro: | Cansu Tryak |

|                  |           |  |
| Nikolić 72’, 80’ | Marcatori |  |

| Arbitro: | Sandra Strub |

|  |           |                                        |
|  | Marcatori | 13’ (aut.) Barkai 80’ Nadim 84’ Harder |

| Arbitro: | Monika Mularczyk |

|                                  |           |  |
| St. Pedersen 13’ Troelsgaard 68’ | Marcatori |  |

| Arbitro: | Ivana Projkovska |

|  |           |                                  |
|  | Marcatori | 69’ Bartoli 90+2’ (rig.) Girelli |

| Arbitro: | Hristiyana Guteva |

|                          |           |  |
| Girelli 3’ Giugliano 28’ | Marcatori |  |

| Arbitro: | Reelika Turi |

|  |           |                       |
|  | Marcatori | 14’ Gejl 58’ Sørensen |

| Arbitro: | Aleksandra Česen |

|              |           |          |
| Farrugia 37’ | Marcatori | 63’ Beck |

| Arbitro: | Iuliana Demetrescu |

|                                                                   |           |  |
| Linari 10’ Guagni 25’ Girelli 27’ Sabatino 32’, 45+1’ Rosucci 52’ | Marcatori |  |

| Arbitro: | Eleni Antoniou |

|                                                          |           |  |
| Cernoia 27’, 37’ Sabatino 42’ Giugliano 45’ Greggi 90+3’ | Marcatori |  |

| Arbitro: | Marta Frias Acedo |

|           |           |                                            |
| Efraim 3’ | Marcatori | 28’ Krajšumović 37’ Spasojević 80’ Aleksić |

| Arbitro: | Silvia Domingos |

| |           |  |
| Nadim 4’, 26’, 36’ Larsen 16’, 19’, 53’ Sørensen 27’, 39’ Svava 28’ Harder 34’, 45’, 73’ Christiansen 82’ Madsen 90+1’ | Marcatori |  |

| Arbitro: | Kateryna Usova |

|             |           |  |
| Nikolić 64’ | Marcatori |  |

| Arbitro: | Araksya Saribekyan |

|                          |           |               |
| Cuschieri 17’ Bugeja 46’ | Marcatori | 76’ Ch'q'onia |

| Arbitro: | Michalina Diakow |

|                                                                   |           |  |
| Elinav 13’ Falkon 62’ (rig.) Awad 80’ (rig.) Sutidze 90+1’ (aut.) | Marcatori |  |

| Arbitro: | Neslihan Muratdağı |

|                              |           |                           |
| E. Xuerreb 79’ B. Borg 90+3’ | Marcatori | 10’, 26’, 54’ Krajšumović |

| Arbitro: | Sandra Bastos |

|  |           |                                                                              |
|  | Marcatori | 38’ (rig.) Nadim 44’ Troelsgaard Nielsen 45+3’ Sevecke 90+1’ N. Christiansen |

| Arbitro: | Silvia Domingos |

|  |           |                                                          |
|  | Marcatori | 18’ Galli 39’, 55’ (rig.), 64’ (rig.) Girelli 87’ Linari |

| Arbitro: | María Dolores Martinez Madrona |

|  |           |                                                                                              |
|  | Marcatori | 7’ Larsen 8’, 43’ Nadim 47’, 74’ Troelsgaard Nielsen 53’ Harder 56’ Junge Pedersen 68’ Bruun |

| Arbitro: | Reelika Turi |

|                                                         |           |  |
| Harder 48’, 55’ Kuznetsov 73’ (aut.) Junge Pedersen 81’ | Marcatori |  |

| Arbitro: | Ljudmila Telbuch |

|              |           |                              |
| Bakradze 70’ | Marcatori | 10’ Hazan 61’ Shtainshnaider |

| Arbitro: | Cheryl Foster |

|              |           |                               |
| Giacinti 60’ | Marcatori | 6’ N. Sørensen 17’, 47’ Nadim |

| Arbitro: | Simona Ghisletta |

|  |           |                                    |
|  | Marcatori | 34’, 52’ S. Zammit 44’, 58’ Bugeja |

| Arbitro: | Elvira Nurmustafina |

|  |           |                                     |
|  | Marcatori | 22’ Damjanović 64’, 77’ Krajšumović |

| Arbitro: | Ivana Projkovska |

|  |           |                        |
|  | Marcatori | 15’ B. Borg 59’ Bugeja |

| Viborg 1º dicembre 2020, ore 17:15 CET | Danimarca    | 0 – 0 referto | Italia | Viborg Stadion (210 spett.)\| Arbitro: \| Riem Hussein \| |
| Arbitro:                               | Riem Hussein |               |        |                                                           |

| Arbitro: | Ivana Martinčić |

| |           |  |
| Giacinti 3’, 13’ Bonansea 5’, 81’ David 19’ (aut.) Girelli 30’ Salvai 44’ Rosucci 45+2’ (rig.) Sabatino 55’ (rig.), 70’ Caruso 67’ Giugliano 90+1’ | Marcatori |  |

## Statistiche

### Classifica marcatrici
9 reti
- Nadia Nadim (1 rig.)

- Cristiana Girelli (3 rig.)

8 reti
- Pernille Harder

7 reti
- Sofija Krajšumović

6 reti
- Stine Larsen

- Sanne Troelsgaard Nielsen

5 reti
- Milena Nikolić (1 rig.)

- Nicoline Sørensen

- Daniela Sabatino (1 rig.)

4 reti
- Valentina Giacinti

- Haley Bugeja

3 reti
- Manuela Giugliano

2 reti
- Marija Aleksić (1 rig.)
- Dajana Spasojević
- Mille Gejl
- Nanna Christiansen
- Sofie Junge Pedersen

- Rikke Sevecke
- Marian Awad (1 rig.)
- Elisa Bartoli
- Barbara Bonansea
- Valentina Cernoia

- Elena Linari
- Martina Rosucci (1 rig.)
- Brenda Borg
- Shona Zammit

1 rete
- Marija Damjanović
- Aida Hadžić
- Melisa Hasanbegović
- Stine Ballisager Pedersen
- Signe Bruun
- Rikke Marie Madsen
- Sofie Svava
- Teona Bakradze
- Ana Cheminava

- Khat'ia Ch'q'onia
- Sharon Beck
- Mor Efraim
- Shira Elinav
- Lee Falkon (1 rig.)
- Keren Goor
- Koral Hazan
- Rahel Shtainshnaider

- Arianna Caruso
- Aurora Galli
- Giada Greggi
- Alia Guagni
- Cecilia Salvai
- Rachel Cuschieri
- Maria Farrugia
- Emma Xuerreb

autoreti
- Nino Sutidze (1 a favore d'Israele)
- Lia Barkai (1 a favore della Danimarca)
- Shani David (1 a favore dell'Italia)
- Irena Kuznetsov (1 a favore della Danimarca)